# Malyovitsa Crag
Malyovitsa Crag är en bergstopp i Antarktis. Den ligger i Sydshetlandsöarna. Argentina, Chile och Storbritannien gör anspråk på området. Toppen på Malyovitsa Crag är 47 meter över havet.
Terrängen runt Malyovitsa Crag är kuperad. Havet är nära Malyovitsa Crag österut. Trakten är glest befolkad. Närmaste befolkade plats är Maldonado Station, 19,1 kilometer norr om Malyovitsa Crag. 